# Beth Ditto

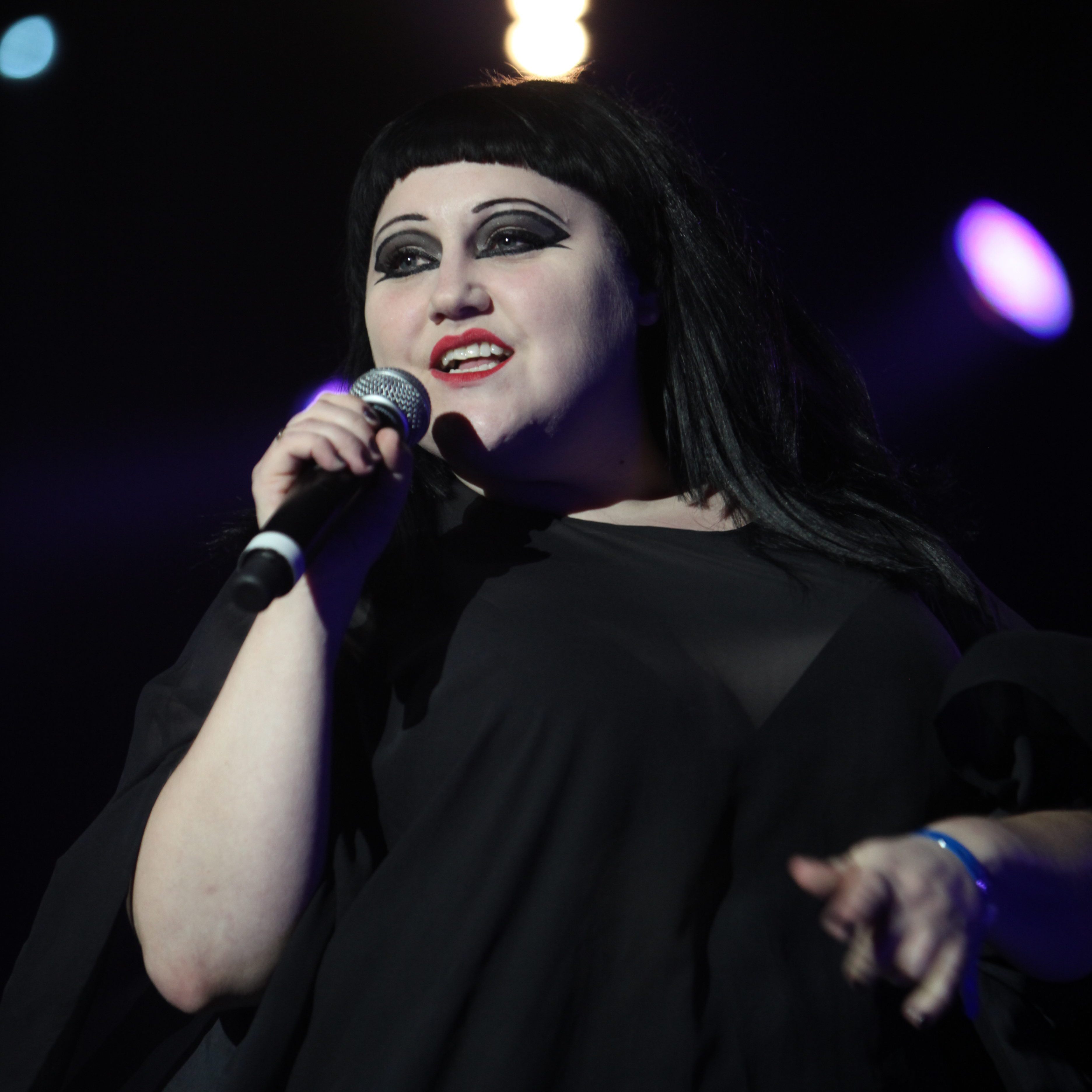
Beth Ditto, 2011

Beth Ditto (* 19. Februar 1981 in Searcy, Arkansas als Mary Beth Patterson) ist eine amerikanische Sängerin, Songwriterin und seit der Gründung 1999 Sängerin und Frontfrau der Band Gossip.

## Leben

### Kindheit und Jugend
Mary Beth Ditto wuchs in einer Wohnwagensiedlung am Rande der Kleinstadt Searcy in Arkansas auf. Ihre Mutter war Velmyra Estel, die durch mehrere Ehen unterschiedliche Nachnamen trug und zum Zeitpunkt der Geburt von Mary Beth Velmyra Patterson hieß. Kurz nach ihrer Geburt trennten sich ihre Mutter und ihr Vater wieder und Mary Beth wurde von ihrem Ziehvater Homer Edward Ditto angenommen und bekam dessen Namen. Homer Ditto war zudem der Vater ihrer drei älteren Geschwister Benny, Robbie und Akasha, ihre jüngeren Geschwister Jacob und Kendra stammten dagegen von anderen Vätern. Ihren leiblichen Vater lernte Beth Ditto erst als Jugendliche kennen, konnte zu diesem jedoch keine Beziehung aufbauen, ihre Jugend verbrachte sie teilweise bei ihrer Mutter, ihrer Tante „Jannie“ und bei ihrem Ziehvater. Als Kind wurde Beth Ditto nach eigener Aussage von ihrem Onkel regelmäßig sexuell missbraucht und vergewaltigt.
Beth Ditto lebte mit ihrer Familie in Judsonia, wo sie als Außenseiterin aufwuchs und sich mehr und mehr dem Punk- und Grungestil zuwandte. Sie sang in einem Chor und gemeinsam mit ihrem Highschoolfreund Anthony und dem Schlagzeuger Joey Story gründete sie die Band Little Miss Muffet als sie etwa 15 war und trat mit dieser lokal auf. Bereits zu diesem Zeitpunkt wurde ihre Musik von Bands des Riot Grrrl und vor allem von Kathleen Hanna und Tobi Vail von Bikini Kill beeinflusst. Little Miss Muffet trat gemeinsam mit anderen örtlichen Bands auf, darunter vor allem Room Fulloff Thirteen sowie Mrs. Garrett, der Band von Nathan Howdeshell, den Space Kadetts / Boy Pussy USA von Nathan und Jeri Beard sowie PooPoo Icee, in der Jeri Beard und Kathy Mendonca spielten.
Beth Ditto freundete sich mit Nathan Howdeshell, Kathy Mendonca und Jeri Beard an und folgte ihnen nach der Highschoolzeit nach Olympia in Washington, wo sie sich eine Wohnung teilten.

### Gossip

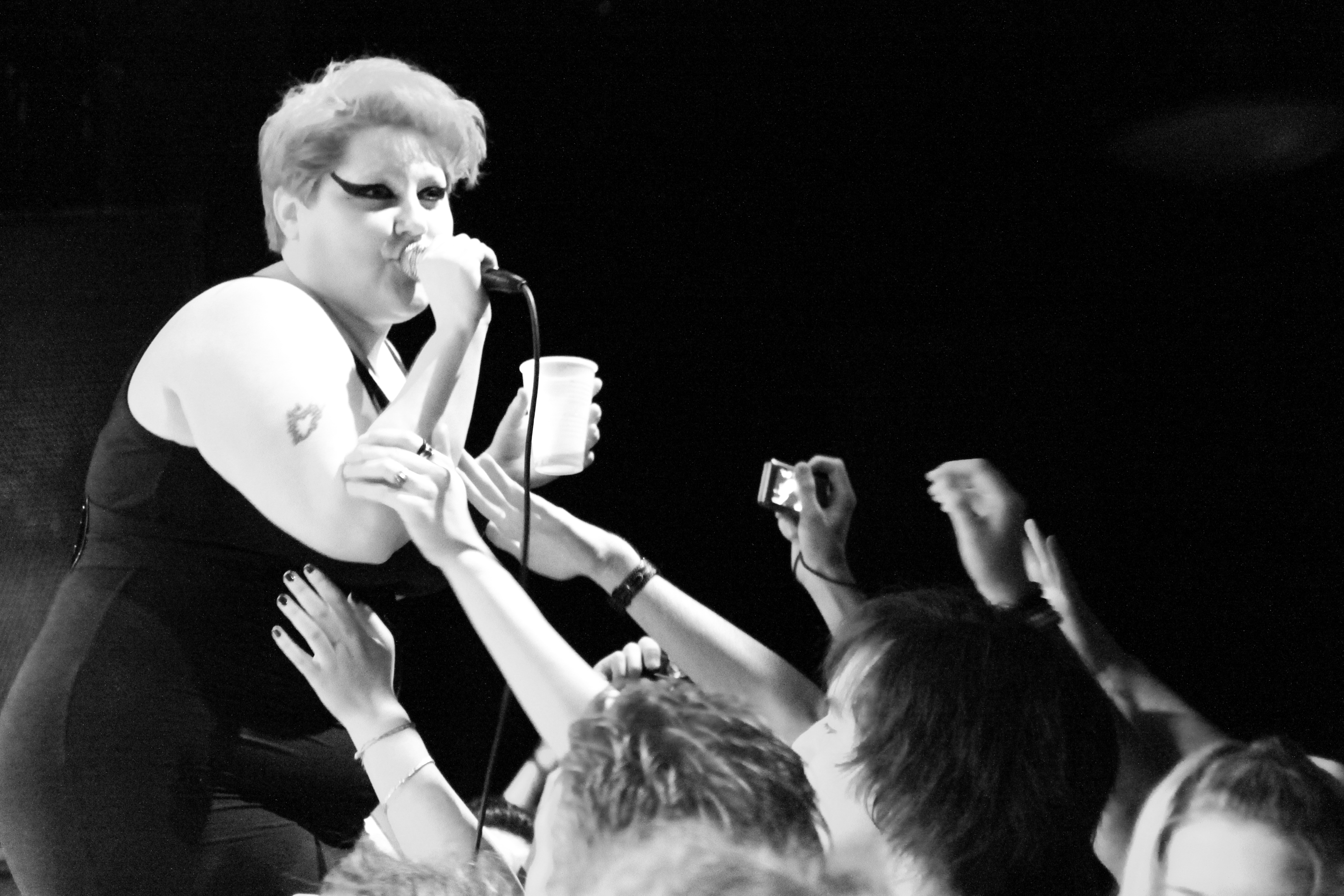
Ditto bei einem Auftritt mit Gossip, 2009

Olympia war zu diesem Zeitpunkt geprägt von der Punkkultur und der musikalischen Entwicklung des Riot Grrrl sowie dem Grunge aus Seattle. 1999 gründeten Nathan, Kathy und Ditto aus einer Laune heraus die Band Gossip und hatten ein paar Auftritte. Bei dem Independent-Label K Records veröffentlichte die Band eine EP als Debüt, später wechselte sie zum Riot-Grrrl-Label Kill Rock Stars, wo sie 2001 ihr erstes Album That's Not What I Heard aufnahm.
Die örtliche bekannte Punkband tourte mit renommierteren Gruppen des Labels wie Sleater-Kinney, konnte sich in den Vereinigten Staaten musikalisch jedoch auch nach dem zweiten Album The Movement 2003 nicht durchsetzen. Wie ihre Bandkollegen hielt sich Beth Ditto finanziell vor allem mit Nebenjobs zwischen den Touren über Wasser. Sie zogen nach Portland, wo Beth Ditto unter Depressionen sowie unter den ersten Symptomen einer chronischen Sarkoidose litt. 2005 beschloss Kathy Mendonca, aus der Band Gossip auszusteigen und ein geregeltes Leben zu führen. Ditto hatte zu diesem Zeitpunkt entschieden, sich mehr auf die Band zu konzentrieren, und sie hatten ein Angebot mit Le Tigre zu touren. Als neue Schlagzeugerin wurde Hannah Blilie, die vorher bei Shoplifting spielte, aufgenommen.
Im Jahr 2006 spielte die Band das Album Standing in the Way of Control mit dem gleichnamigen Titeltrack ein. Das Album wurde vor allem in Großbritannien ein großer Erfolg und im gleichen Jahr wurde Beth Ditto Gewinnerin der von der englischen Musikzeitschrift New Musical Express veröffentlichten NME Cool List. Sie war die erste Frau, die in dieser Liste gewann, aber es gab noch kein Coverbild von ihr auf der Zeitschrift. Die NME überredete Beth Ditto daraufhin, sich im Jahr darauf nackt für das Cover der Zeitschrift ablichten zu lassen. So erschien ihr Foto mit der Schlagzeile „Kiss my ass“ und einem Artikel, in dem es unter anderem um Enthüllungen der Regenbogenpresse und „Size Zero“ (Kleidergröße 32) ging. Neben ihrer Musikkarriere schrieb die Sängerin ab 2007 eine Kolumne für die britische Zeitung The Guardian, die Reihe trug den Titel What would Beth Ditto do?

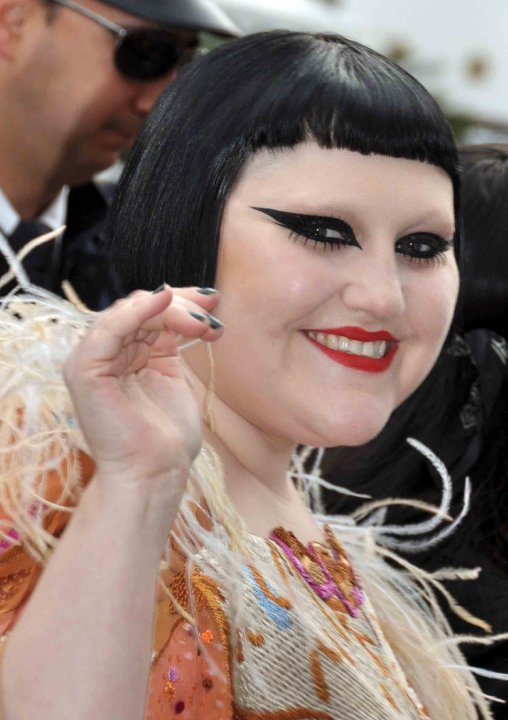
Beth Ditto 2010 in Cannes

Im Februar 2009 war sie ebenfalls nackt auf dem Cover des englischen Mode-Hochglanzmagazins Love zur Schlagzeile „Icons of our generation“ zu sehen. Im April 2009 erschien sie auf dem Titelblatt der Modezeitschrift Dazed & Confused. Für die britische Bekleidungskette Evans entwarf Ditto eine eigene Kollektion für Übergrößen, die im Juli 2009 erschien.
2024 erschien mit Real Power das Comeback-Album von Gossip, nachdem sie als Band zuletzt 12 Jahre zuvor Musik herausgebracht hatten. Das Album wäre eigentlich zuerst als Solo-Album von Ditto gedacht gewesen.

### Privatleben
Ditto lebte lange offen lesbisch, sie ist bekannt für ihre feministischen Kommentare und unterstützt die LGBT-Bewegung. 2012 veröffentlichte Beth Ditto gemeinsam mit der feministischen Autorin Michelle Tea ihr autobiografisches Buch Coal to Diamonds: A Memoir (auf Deutsch erschienen unter dem Titel Heavy Cross), in dem sie vor allem ihre Kindheit und Jugend sowie die ersten Jahre der Bandgeschichte von Gossip bis zum Erscheinen des Albums Music for Men darstellt.
Im Juli 2013 heiratete Beth Ditto ihre Lebensgefährtin Kristin Ogata auf Hawaii.
Am 31. Dezember 2014 vollzogen sie die Trauung auch im US-amerikanischen Oregon. Dort war im Mai 2014 die gleichgeschlechtliche Ehe legalisiert worden. Im Frühjahr 2018 erklärte Ditto im Interview, dass sie und ihre Frau sich getrennt hätten, und sie nun mit dem Musiker und Transgender-Mann Ted Kwo zusammenlebe.

## Trivia
In Deutschland erregte Beth Ditto am 27. März 2010 Aufmerksamkeit, als sie in Wetten, dass..? als Wettpatin auftrat. Nach Betreten des Studios begrüßte sie zunächst mehrere andere Gäste (u. a. Anna Netrebko) mit einem Kuss auf die Wange. Auf Hansi Hinterseer warf Ditto sich dann rücklings mit ihrem gesamten Körpergewicht (damals 95 Kilo) und blieb einige Sekunden auf ihm liegen. Das Motiv hierfür ist nicht bekannt, eine Stellungnahme gab es weder von ihr noch von dem österreichischen Schlagersänger. Auch der Moderator Thomas Gottschalk äußerte sich nicht zu dem skurrilen Vorfall.

## Diskografie

### Studioalben
| Jahr | Titel      | Höchstplatzierung, Gesamtwochen, AuszeichnungChartplatzierungen (Jahr, Titel, Platzierungen, Wochen, Auszeichnungen, Anmerkungen) | Höchstplatzierung, Gesamtwochen, AuszeichnungChartplatzierungen (Jahr, Titel, Platzierungen, Wochen, Auszeichnungen, Anmerkungen) | Höchstplatzierung, Gesamtwochen, AuszeichnungChartplatzierungen (Jahr, Titel, Platzierungen, Wochen, Auszeichnungen, Anmerkungen) | Höchstplatzierung, Gesamtwochen, AuszeichnungChartplatzierungen (Jahr, Titel, Platzierungen, Wochen, Auszeichnungen, Anmerkungen) | Anmerkungen                         |
| Jahr | Titel      | DE | AT | CH | UK | Anmerkungen                         |
| ---- | ---------- | --- | --- | --- | --- | ----------------------------------- |
| 2017 | Fake Sugar | DE22 (4 Wo.)DE | AT23 (2 Wo.)AT | CH11 (12 Wo.)CH | UK47 (1 Wo.)UK | Erstveröffentlichung: 16. Juni 2017 |

### EPs
| Jahr | Titel           | Höchstplatzierung, Gesamtwochen, AuszeichnungChartplatzierungen (Jahr, Titel, Platzierungen, Wochen, Auszeichnungen, Anmerkungen) | Höchstplatzierung, Gesamtwochen, AuszeichnungChartplatzierungen (Jahr, Titel, Platzierungen, Wochen, Auszeichnungen, Anmerkungen) | Höchstplatzierung, Gesamtwochen, AuszeichnungChartplatzierungen (Jahr, Titel, Platzierungen, Wochen, Auszeichnungen, Anmerkungen) | Anmerkungen                                                        |
| Jahr | Titel           | DE | CH | UK | Anmerkungen                                                        |
| ---- | --------------- | --- | --- | --- | ------------------------------------------------------------------ |
| 2011 | Beth Ditto – EP | DE78 (2 Wo.)DE | CH45* (2 Wo.)CH | UK76* (1 Wo.)UK | Erstveröffentlichung: 4. März 2011 *in den Single-Charts platziert |

### Singles
| Jahr | Titel Album                      | Höchstplatzierung, Gesamtwochen, AuszeichnungChartplatzierungen (Jahr, Titel, Album, Platzierungen, Wochen, Auszeichnungen, Anmerkungen) | Höchstplatzierung, Gesamtwochen, AuszeichnungChartplatzierungen (Jahr, Titel, Album, Platzierungen, Wochen, Auszeichnungen, Anmerkungen) | Höchstplatzierung, Gesamtwochen, AuszeichnungChartplatzierungen (Jahr, Titel, Album, Platzierungen, Wochen, Auszeichnungen, Anmerkungen) | Höchstplatzierung, Gesamtwochen, AuszeichnungChartplatzierungen (Jahr, Titel, Album, Platzierungen, Wochen, Auszeichnungen, Anmerkungen) | Anmerkungen                                                 |
| Jahr | Titel Album                      | DE | AT | CH | UK | Anmerkungen                                                 |
| ---- | -------------------------------- | --- | --- | --- | --- | ----------------------------------------------------------- |
| 2011 | I Wrote the Book Beth Ditto – EP | DE24 (14 Wo.)DE | AT43 (4 Wo.)AT | CH59 (2 Wo.)CH | — | Erstveröffentlichung: 10. Januar 2011 Promo-Single          |
| 2014 | Running Low –                    | DE100 (1 Wo.)DE | — | — | UK80 (1 Wo.)UK | Erstveröffentlichung: 16. Juni 2014 Netsky feat. Beth Ditto |

Weitere Singles
- 2017: Fire
- 2017: We Could Run
- 2018: I’m Alive

### Weitere Veröffentlichungen
- 2010: Cruel Intentions (Simian Mobile Disco feat. Beth Ditto)
- 2013: A Rose by Any Name (Blondie feat. Beth Ditto)

## Auszeichnungen
- 2006 – NME – Coolest Person in Rock
- 2007 – NME Awards – Sexiest Woman of the Year – Nominierung
- 2008 – Glamour Awards – International Artist of the Year